# Onex

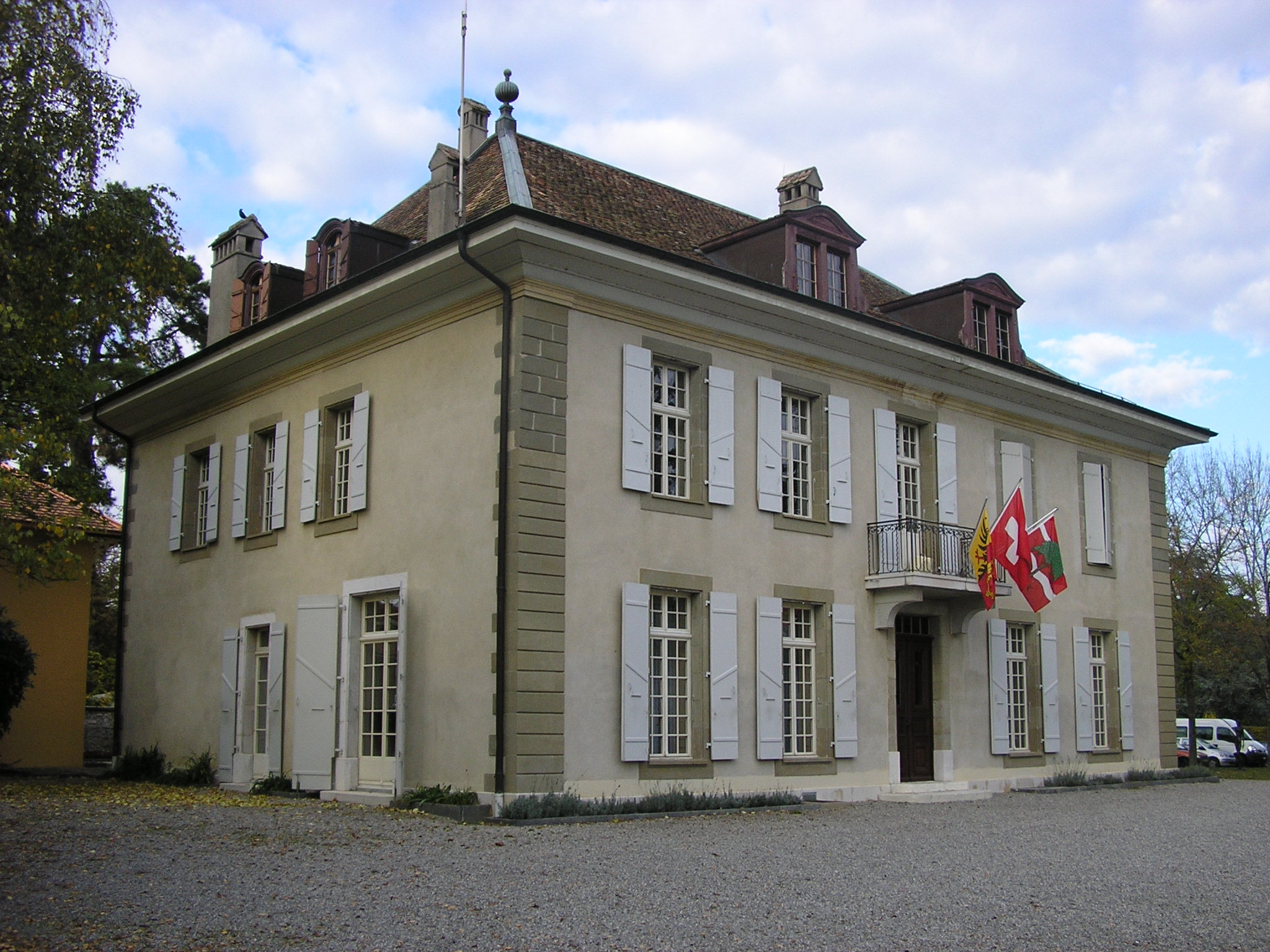
Rådhuset.

Onex är en ort och kommun i kantonen Genève, Schweiz. Kommunen är en förort till staden Genève och har 18 886 invånare (2023). Den ligger sydväst om Genève, mellan floderna Rhône och l'Aire.